# Justitiesekreterare
En justitiesekreterare (tidigare revisionssekreterare vid Högsta domstolen och regeringsrättssekreterare vid Regeringsrätten) är föredragande vid Högsta domstolen eller Högsta förvaltningsdomstolen i Sverige. Justitiesekreterare ansvarar för målens beredning samt föredrar målen inför domstolens ledamöter.  
Justitiesekreterare anställs för högst sex år med möjlighet till förlängning med högst två år. Om det finns särskilda skäl, får anställningen förlängas med ytterligare högst två år. Endast den som är svensk medborgare får inneha eller utöva anställning som justitiesekreterare. En justitiesekreterare ska vara lagfaren. Om kunskaper om ett särskilt rättsområde behövs får dock även den som inte är lagfaren anställas som justitiesekreterare vid Högsta förvaltningsdomstolen.

## Historik
Före 1972 tillhörde revisionssekreterarna det från Högsta domstolen fristående ämbetsverket Nedre justitierevisionen. Därefter tillhörde de organisatoriskt Högsta domstolens kansli.